# Michel de La Fournière
 (novembre 2014).
Michel de La Fournière est un diplomate et homme politique français né le 6 janvier 1933 à Paris et mort le 4 septembre 1988 à Orléans.

## Biographie
Né d'un père mort au cours de la Seconde Guerre mondiale en 1940, il suit ses études à Paris au lycée Buffon et au lycée Louis-le-Grand, puis à la Sorbonne. La famille de La Fourniere est une famille d'ancienne bourgeoisie chalonaise. 
Militant à la Jeunesse étudiante chrétienne (JEC), il en est responsable national entre 1953 et 1954. Il est élu président de l'Union nationale des étudiants de France (UNEF) en 1956 à la suite de la démission de son ami également responsable à la JEC, François Borella qui après avoir été élu en octobre 1955 démissionne aussitôt pour faciliter un bureau réunissant « mino et majo »; ensemble et avec Robert Chapuis et Jacques Julliard ils organisent la conférence nationale étudiante pour une solution au problème algérien en juillet 1956 qui inspirera les négociations des Accords d'Évian.
Agrégé d'histoire en 1959, il enseigne  successivement au Mans (Sarthe), à Rabat (Maroc) et à Orléans (Loiret).
Dès la fondation en 1960, il adhère au PSU où il travaille auprès de Michel Rocard. Il est également candidat sous cette étiquettes aux élections législatives de 1968. Il rejoint ensuite, à la suite des Assises du socialisme, le Parti socialiste (PS) en 1974, dont il devient membre du comité directeur l'année suivante et secrétaire national chargé des Droits de l'Homme de 1981 à 1984.
Il devient conseiller technique au cabinet du ministre Jean-Pierre Cot en 1981, puis chargé de mission auprès du ministre de l'Agriculture en 1982.
Il est élu conseiller général du canton d'Orléans-Saint-Marc-Argonne en 1982 et conseiller municipal d'Orléans en 1983.
Entré dans la diplomatie, il est nommé conseiller culturel, directeur de la coopération à Alger, en 1984, puis ambassadeur de France en Haïti en 1986.

## Publications
- Le Syndicalisme étudiant, éditions du Seuil, 1954
- Le syndicalisme étudiant, éditions du Seuil, 1957
- Construisons Orléans, 1977
- Un Jour, la communale, 1981